# Léonce Bénédite
Léonce Bénédite (Nîmes, 14 gennaio 1859 – Parigi, 12 maggio 1925) è stato un critico d'arte e curatore francese.
Fu co-fondatore della Société des Peintres Orientalistes Français (Società per i pittori orientalisti francesi) e fu determinante nello stabilire l'arte orientalista come genere legittimo.
Fu assistente curatore al Castello di Versailles tra il 1882 e il 1886 e dal 1886 fu il primo assistente di Étienne Arago al Musée du Luxembourg fino al 1892 quando ne divenne il direttore. Per Bénédite la scrittura era inseparabile dalla sua funzione di curatore. Fu uno scrittore prolifico, contribuendo a libri, cataloghi e riviste d'arte.
Bénédite fu uno degli esecutori testamentari di Auguste Rodin, con la responsabilità della gestione del suo patrimonio artistico. Fu una figura chiave nella creazione del Museo Rodin all'Hôtel Biron, nel 1919, e divenne il primo curatore del Museo.

## Biografia
Bénédite era nato a Nîmes, figlio di Samuel Bénédite e Isabelle Lisbonne e fratello di George Bénédite l'egittologo. Isabelle, rimasta vedova, sposò l'illustre curatore del Louvre, Georges Lafenestre (1837–1919). Questa parentela fornì a Léonce un accesso privilegiato agli artisti contemporanei. Studiò giurisprudenza e storia dell'arte e ben presto venne coinvolto nel mondo artistico come membro del Salon des Artistes Français dal 1880 al 1881. In contatto con gli artisti, sviluppò una rete di stretti rapporti che mantenne per tutta la vita, in particolare attraverso il suo coinvolgimento attivo in varie società artistiche come la Società dei pittori orientalisti francesi, la Società dei pittori francesi dell'incisione, la Società dei pittori litografici o la Società dei pittori di Parigi.
Tra il 1882 e il 1886 fu assistente curatore del castello di Versailles. Nel 1886 divenne il primo assistente di Étienne Arago direttore del Musée du Luxembourg, un museo d'arte principalmente dedicato alla pittura francese. Nominato direttore nel 1892 e si accinse a definire una politica di conservazione, poco evoluta nel tempo, che tracciò nei cataloghi della collezione. Nel 1919 divenne il primo curatore del Musée Rodin. Gestì anche acquisizioni d'arte per lo stato francese per quasi 30 anni.

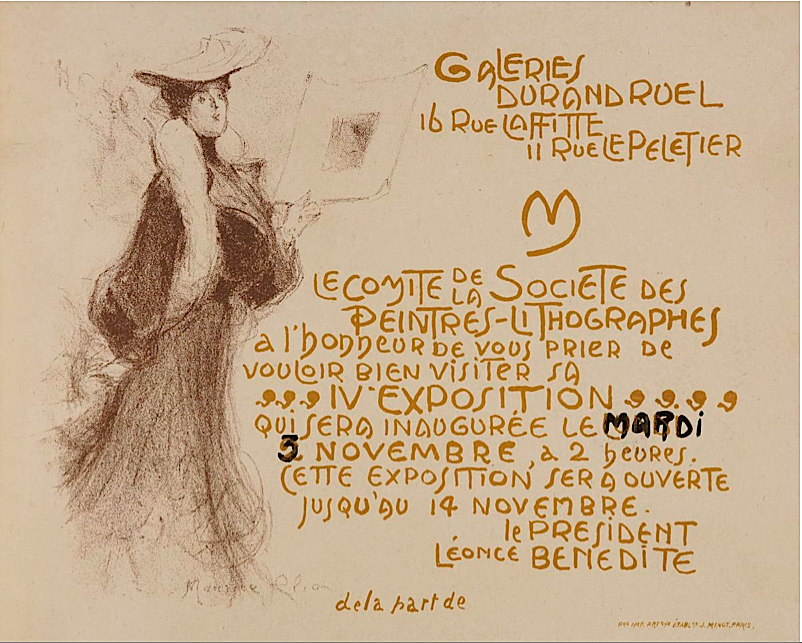
Manifesto per la Quarta Mostra della Société des peintres-lithographes, a cura di Léonce Bénédite a Durand-Ruel, Parigi

Bénédite realizzò la sua carriera in Lussemburgo, dove sviluppò una politica di conservazione, di acquisizioni e insistette sull'esposizione di tutte le tecniche artistiche. Rifiutò le gerarchie tra le forme d'arte, rifiutando di favorire solo la pittura. Pertanto, la politica di acquisizione si concentrò sullo sviluppo di sezioni o opere inesistenti che i predecessori non erano riusciti a organizzare in modo sostenibile. Non trascurò né la scultura né la litografia né la stampa e incoraggiò la collezione di oggetti d'arte, comprese le medaglie. Incoraggiò i musei a mostrare un'opera rappresentativa di tutti i principali artisti nel tentativo di incoraggiare i pittori più giovani.
Fondò la Société des Peintres Orientalistes Français nel 1893 con Étienne Dinet. Questa società venne costituita sulla scia del successo della mostra di Bénédite, prima retrospettiva e mostra in corso di pittori orientalisti francesi nel 1892 e fu in gran parte responsabile del riconoscimento dell'arte orientalista come movimento artistico distinto. Divenne il primo presidente della Società e rimase in quel ruolo fino alla sua morte nel 1925.
Uno degli obiettivi di Bénédite era situare l'arte orientalista all'interno della storia coloniale francese. A tal fine, organizzò una serie di mostre per esporre l'arte orientalista accanto all'arte tradizionale islamica. I suoi scritti hanno anche sottolineato l'arte orientalista come un genere legittimo a sé stante, nonché il suo ruolo nel colonialismo. Benjamin ha affermato che Bénédite era insolito in termini di combinazione di arte e storia all'interno di un quadro di riferimento coloniale. Fondò anche il premio Abd-el-Tif con borse di studio presso la Villa Abd-el-Tif insieme all'allora governatore francese dell'Algeria.
Per Bénédite la scrittura era inseparabile dalla sua funzione di curatore. Fu un prolifico collaboratore di pubblicazioni d'arte, scrivendo in introduzioni a cataloghi di mostre, riviste e giornali, nonché pubblicando opere di circostanza durante una mostra o dopo la morte di un artista. I suoi argomenti erano vari quanto le sue acquisizioni; pubblicò su Burne-Jones, Bonvin, Braquemond, Carrière, Courbet, Chassériau, Falguière, Fantin-Latour, Legros, Liebermann, Rodin e Whistler. Rese popolari analisi dell'arte dell'Ottocento in importanti sintesi a supporto dei suoi studi sulle biografie degli artisti. Le sue opere sono notevoli in quanto cercano di analizzare "le evoluzioni dell'ispirazione artistica".
L'entusiasmo di Bénédite per i suoi doveri curatoriali insieme al suo contatto privilegiato con artisti praticanti furono fattori determinanti per lo scultore Auguste Rodin, che lo nominò esecutore testamentario incaricato di gestire e amministrare il suo patrimonio artistico.
Tra il 1916 e il 1919 fu coinvolto in polemiche. Nel 1916 fu nominato conservatore dell'Hôtel Biron. Vide questo appuntamento come un'opportunità per realizzare le sue ambizioni museografiche e ordinò l'installazione di opere dello scultore Rodin, nel tentativo di unire sia il Museo Rodin che il Museo d'Arte contemporanea nel sito dell'hotel. Tuttavia, la sua legittimità venne contestata da Judith Cladel, assistente di Rodin e rivale del curatore, che approfittò di un caso sul falso Rodin e lo usò per screditare Léonce Bénédite. Le cause che circondarono questa vicenda offuscarono la reputazione del curatore. Benedite, tuttavia, concentrò il suo interesse sulle esigenze di questo museo di nuovo genere, fondato su iniziativa di un artista di cui era obbligato a rispettare la volontà. Come faceva in Lussemburgo, riferì del suo lavoro di curatore attraverso la pubblicazione di un catalogo in cui descrisse le strutture del museo, il Musée Rodin: Catalogo riepilogativo delle opere di Auguste Rodin e altre opere d'arte della donazione Rodin in Mostra all'Hotel Biron, (1919).
Bénédite fu il primo storico dell'arte a riconoscere esplicitamente le somiglianze tra l' Olimpia di Manet e la Venere di Urbino di Tiziano.
Morì a Parigi nel 1925, all'età di 66 anni. I suoi archivi sono conservati nella biblioteca centrale dei musei nazionali del Louvre di Parigi.

## Pubblicazioni selezionate

### Saggi
- Meissonier: biographie critique pubblicata da H. Laurens, Paris, 1910
- La peinture au XIXième siècle: d'après les chefs-d'oeuvre des maitres et les meilleurs tableaux des principaux artistes, pubblicata da E. Flammarion, Paris, 1909
- Gustave Courbet, pubblicata da J.B. Lippincott Co., London, 1913
- Histoire des Beaux-Arts 1800-1900: peinture, sculpture, architecture, médaille et glyptique, gravure, art décoratif en France et à l’étranger, Ernest Flammarion, Paris, 1909
- Albert Lebourg, Georges Petit, Paris, 1923
- Rodin pubblicata da John Lane, London, 1926
- Théodore Chassériau; sa vie et son oeuvre, pubblicata da Les Éditions Braun, Paris, 1931

### Articoli
- "Michel-Barthélémy Ollivier," Gazette des Beaux-Arts, 1895, déc., pp 453–470.
- "La Collection Caillebotte au musée du Luxembourg," Gazette des Beaux-Arts, 1897, mars, pp 249–258.
- "Les Salons de 1898," Gazette des Beaux-Arts, 1898, mai, pp 353–365; juin, pp 441–462 ; juillet, pp 55–76 and août, pp 129–148.
- "Théodore Chassériau et la Décoration de la Cour des Comptes," Art et Décoration, janvier-juin 1898, III, p. 22-25.
- "Décoration de l’Hôtel de Ville," Art et Décoration, janvier-juin 1898, III, pp 54–60.
- "Les Peintres orientalistes français," Gazette des Beaux-Arts, 1899, mars, pp 239–247.
- "Deux idéalistes: Gustave Moreau et E. Burne-Jones," Revue de l’art ancien et moderne, 1899, V, pp 265–290, pp 357–378, 1899 and VI, pp 57–70.
- "Jean-Charles Cazin," Revue de l’art ancien et moderne, 1901, X, pp 1–33 and pp 73–105.
- "Félix Buhot," Revue de l’art ancien et moderne, 1902, XI, pp 1–15.
- "Artistes contemporains: Alexandre Falguière," Revue de l’art ancien et moderne, 1902, XI, pp 65–87.
- "Figures d’Extrême-Orient (Œuvres de M. Perret), Art et Décoration, janvier-juin 1902, XI, pp 69-74.
- "John Lewis Brown," Revue de l’art ancien et moderne, 1903, XIII, pp 81–94.
- "Les Peintres-lithographes," Revue de l’art ancien et moderne, 1903, XIV, pp 491–505.
- "Art et Orient: L’œuvre d’Étienne Dinet," Art et Décoration, juillet-décembre 1903, XIV, pp 305–315.
- "Charles Cottet," Art et Décoration, janvier-juin 1904, XV, pp 101–116.
- "Au musée du Luxembourg: une exposition de quelques chefs-d’œuvre prêtés par des amateurs," Revue de l’art ancien et moderne, 1904, XV, pp 263–272.
- "Félix Bracquemond. L'animalier", Art et Décoration, février 1905, pp 39-49
- "Artistes contemporains: Whistler," Gazette des Beaux-Arts, 1905, mai, pp 403–410 ; juin, pp 496–511 ; août, pp 142–158 and sept, pp 231–246.
- "Théodore Rivière," Art et Décoration, juillet-décembre 1905, XVIII, pp 211–212.
- "Artistes contemporains: J.-J. Henner," Gazette des Beaux-Arts, 1906, janvier, pp 39–48, novembre, pp 393–406 ; 1907, octobre, pp 315–332 et novembre, pp 408–423; 1908, janvier, pp 35–58, mars, pp 237–264 and août, pp 137–166.
- "Lucien Simon," Art et Décoration, janvier-juin 1906, XIX, pp 24–37.
- "Un portrait de Dalou et de sa famille, par Sir Lawrence Alma-Tadema (musée du Luxembourg)," Musées et monuments de France, 1907, n° 9, pp 129–131.
- "Madame Marie Gautier," Art et Décoration, janvier-juin 1908, XXIII, pp 136–144.
- "Un bâtisseur belge: Georges Hobé," Art et Décoration, janvier-juin 1908, XXIII, pp 89–98.
- "Charles Meryon," Gazette des Beaux-Arts, 1910, février, pp 139–144.
- "La Collection Chauchard au musée du Louvre. (Les peintres de l’École dite de 1830)," Gazette des Beaux-Arts,1911, février, pp 89–112.
- "L’École américaine au musée du Luxembourg," Revue de l’art ancien et moderne, 1914, XXXVI, pp 193–21 "Harpignies: 1819-1916," Gazette des Beaux-Arts, 1917, avril-juin, pp 207–235.
- "Auguste Rodin (1840-1917)," Gazette des Beaux-Arts, 1918, janvier-mars, pp 5–34.
- "Une exposition d’Ingres," Gazette des Beaux-Arts, 1921, juin, pp 325–337.
- "L’Exposition Baudry et Saint-Marceaux à l’École des Beaux-Arts," Gazette des Beaux-Arts, 1922, juin, pp 332–338.